# モンチッチ
モンチッチ（英語：Monchhichi；中国語：萌趣趣）は、東京都葛飾区西新小岩にある人形メーカー・株式会社セキグチによって製造・販売されている、猿に似た妖精の生き物をイメージした人形。正確には、顔と手、足の部分は人形（ビニール）で、胴体はぬいぐるみである。デザイナーはワシの良春。
法人としては株式会社モンチッチ（Monchhichi）で、東京都葛飾区西新小岩に本社を置く日本の企業。CEOはモンチッチ、代表取締役社長は株式会社セキグチ代表取締役社長の吉野壽高。

## 来歴
1972年（昭和47年）にセキグチが発売した「くたくたモンキー」の改良版として1974年（昭和49年）1月26日に発売された。発売日の1月26日は株式会社セキグチ社長（現会長）の関口晃市の誕生日である。そしてテスト販売の翌年にはマドマゼルジェジェのデザインをしていた人形デザイナーのミドリデザイン室に完全完成版と大型版のデザインを正式に依頼し、当時社内デザイナーだった遠藤隆が第二デザインを施す。この第二デザインが世界初のコピー防止デザインとなった。尚、生産ラインが軌道に乗ると三笠宮崇仁親王の視察の栄誉を賜り更に買いあげとなられた。
関口晃市がニュルンベルク国際玩具見本市で見たぬいぐるみに触発されたことで、開発が開始された。同見本市に出展された当初、「人間」と「動物」を掛け合わせたこのキャラクターは業界関係者の度肝を抜いた。
「モンチッチ」の名前の由来は、フランス語の「モン」（私の）と「プチ」（小さく可愛いもの）を合わせた「私の可愛いもの」と、日本語の「ちっちゃい」という音、モンキーのモンとおしゃぶりをチューチューと吸っていることなどから。この人形の特徴である、おしゃぶりをするポーズは、セキグチが製造・販売していた少女の人形「マドモアゼル・ジェジェ」のポーズを踏襲した。
胴はぬいぐるみ、顔手足はソフトビニールで作られ、柔らかくてクタクタしている独特の触感があり日本のおもちゃ界に衝撃を与えた。社会現象となるようなヒット商品となりシリーズ商品が生まれ、テレビアニメも放映された。
1975年（昭和50年）よりオーストリアを筆頭に、ドイツ語圏を中心に輸出事業を展開した。1970年代後半以降、フランスなどヨーロッパ全域、アメリカに進出し、1980年代には世界的な人気キャラクターとなった。流行は、南米、南アフリカにまで至った。東欧では日本からの貿易品販売が始まる以前に東欧製や中国製のコピー商品が販売されるという付録までついた。
その後国内のブームは次第に収束してゆき、1986年（昭和61年）を最後に日本での発売は一旦終了したが、海外での人気は続きフランスでは販売を続けた。
1996年（平成8年）には約10年ぶりに日本での人形の発売を再開した。当時日本ではハローキティ等の1970年代キャラクターのリバイバルブームがあり、その流れに乗った形での復活となった。70年代のブームと異なり安定した人気を保ち販売を続けている。
2004年（平成16年）1月26日に30周年記念で結婚式を行った。同年10月30日に2人の子供という設定の新キャラクター「ベビチッチ」が発売開始。この結婚式・出産を行うというアイデアは社内公募により決定された。以降も誕生日イベントは毎年行われている。これらのイベントの背景としては、モンチッチはすでに認知度のある息の長い商品になっていたが、過去の懐かしいアイテムというイメージがあり、ファンの中心は70年代に子ども時代を過ごした女性であった。2004年から広報活動をスタートさせ、商品イメージ刷新と新たな若年層へのアピールにつなげようと様々な試みがなされるようになる。
2009年9月（平成21年）35周年を記念して『コラボモンチッチ開発プロジェクト』発表し、調査やデザイン素材選定などの商品開発に女子高校生が参加した。職業体験を企画するオトナ＊ラボ(現JOL)とセキグチの共同開発である。2010年4月28日 『オトナ＊ラボ モンチッチ』として発売し、以降『JOLモンチッチ』として続けられ、若い層を中心にヒット商品になった。（2013年まで4回で累計20万個を販売）

2014年（平成26年）1月26日に40周年を記念して『ゴールドモンチッチ』発表した。金色は前年に決定した2020年の東京オリンピック開催とメダルを意識したもの。
モンチッチは日本国外でも人気が高く、2010年（平成22年）現在、世界24ヶ国で発売されている。特にドイツでは日本を凌ぐといわれるほどの人気がある。そのこともあり、2006年（平成18年）にドイツで開催された「2006 FIFAワールドカップ」ではウルトラスニッポンとのコラボレーションによりサッカー日本代表のサポーターが着用するTシャツを着たモンチッチの人形が発売された。香港・台湾でも人気が高く、台湾限定モデルが発売されている。
フランスではKiki（キキ）と呼ばれ、1981年（昭和56年）に発売されたシングル「La chanson de Kiki（キキの歌）」（LP『Aventures au Pays Des Kiki』からのシングルカット）はフランス国内で大ヒットした。『Aventures au Pays Des Kiki』は2004年（平成16年）に『ADVENTURES OF MONCHICCHI』のタイトルで日本でCD発売された。フランス語で“ch”の発音がしにくいため“Kiki”となった。
イギリスではChicaboo（チックアブー）と呼ばれた。
イタリアではmon cicciと呼ばれた。
一方アメリカではマテル社を通じて1980年（昭和55年）に販売が開始されたが、売上不振により1985年（昭和60年）にはアメリカ市場から撤退。2002年（平成14年）にはアメリカに専門店を開業し、再進出した。
2010年（平成22年）8月8日 金髪モヒカンのきぐるみのモンチッチが「エアギター2010日本大会決勝」に出場し、T-REXの『20th Century boy』のエアギタープレイで準優勝した。セキグチ社内では「エアギター部」を設立し、モンチッチの練習をささえた。
2012年（平成24年）12月2日、モンチッチの発祥の地がセキグチ本社のある葛飾区であることから、葛飾区観光協会の広報課長に"就任"し、同日、葛飾区の柴又帝釈天でモンチッチの着ぐるみに同区観光協会から任命状が手渡された。葛飾区では、今後、同区内のイベントなどでモンチッチの着ぐるみを各イベントのPRキャラクターとして出演させる。
2016年（平成28年）4月9日、旧セキグチドールハウス（元セキグチ工場。葛飾区登録有形民俗文化財）跡地に「モンチッチ公園」（正式名称：西新小岩五丁目公園）が葛飾区によって新たに開設された。開場セレモニーには関口会長とモンチッチくん、モンチッチちゃんの着ぐるみが出席した。同公園は、床面にはモンチッチの絵がタイルで描かれ、トイレの外壁にモンチッチとベビチッチの写真がラッピングされている他、すべり台などの遊具やジャンプタッチなどの健康遊具を設置している。
2017年（平成29年）6月から、東京都葛飾区のJR東日本新小岩駅周辺にモンチッチをデザインしたマンホールの蓋が導入された。
2022年（令和4年）1月26日（モンチッチの48回目となる誕生日）、JR新小岩駅前北口広場に「モンチッチくん」「モンチッチちゃん」の高さ1メートルほどの銅像と、7種類のモンチッチを配置したミニサイズの銅像が建立され、除幕式が行われた。同銅像は株式会社セキグチの関口晃市会長が「夢と誇りあふれるふるさと葛飾基金」を通して製作費を寄付し製作された。除幕式に出席した関口会長は「銅像を駅前という特等席に置いてもらえとてもうれしい。まさに新小岩が『モンチッチに会える街』になった」と語った。

## キャラクター
モンチッチは、男の子のモンチッチくんと、女の子のモンチッチちゃんの2人から成る。後者はモンチッチくんと同じ目開きの笑顔のタイプと、涙を流している泣き顔のタイプの2つあり。年齢は元々は“おしゃぶりをくわえる赤ちゃん”ということから1〜3歳の設定だった。
アニメ『モンチッチ』(キッズステーション他で放送）では人間でいう幼稚園〜小学校低学年の5〜9歳の設定となっていた。
現在は特に年齢設定はしていない。
2人の関係は元々は双子だったが、誕生30周年・結婚式のイベントを実施するにあたって恋人・夫婦へと変更された。
2004年（平成16年）には結婚式が執り行われた。
様々な服装や着ぐるみ姿が存在するが、基本的にはスタイ（よだれかけ）を付けただけのものがモンチッチの正装である。
モンチッチくん、モンチッチちゃんともにセキグチの社員であり、モンチッチくんが社長室長、モンチッチちゃんが社長秘書の肩書きを持つ。

### モンチッチファミリー
ベビチッチ
- ベビチッチを参照。

マイチッチ
- モンチッチの弟（マイチッチくん）と妹（マイチッチちゃん）の2人からなるキャラクター。

チムたん
- 兎のキャラクター。

チャム
- 羊のキャラクター。

クマ
- 熊のキャラクター。

タヌタヌ
- 狸のキャラクター。

ミンカ
- 猫のキャラクター。

キッキー&ウッキー
- いたずら好きな猿の精霊。

## その他
近年のモンチッチは数多くのコラボレーションモデルが発売され、井上文太やカトウシンジといったワシの以外のデザイナーが手掛けたモデルを発売する等、多岐に渡るバリエーションを放っている。
- 格闘家・桜庭和志がモデルの「サクモン」
- ゴルゴ13がモデルの「ゴルチッチ」
- 銀河鉄道999モデル
- ど根性ガエルモデル
- 宇宙戦艦ヤマトモデル
- どこでもいっしょモデル
- ガチャピン・ムックモデル
- ウルトラシリーズモデル
- 文太モンチッチ
- Shinzi Katohモデル
- 中野風女シスターズ・風男塾モデル
- よきゅーん・紫集院曜介（いずれも乾曜子）モデル
- 寅チッチ（葛飾区柴又が舞台の映画『男はつらいよ』シリーズの主人公「車寅次郎」とのコラボレーション）

等。
2008年（平成20年）に、モンチッチが他の著名なキャラクターのコスプレをしたシリーズ「変わるモン」の商品展開を開始した。また、ご当地グッズとしてモンチッチが各都道府県別に様々な格好をした「旅のみやげモンチッチ」シリーズも存在する。一例として宮城県「ずんだモンチッチ」、秋田県「なまはげモンチッチ」、長崎県「カステラモンチッチ」、熊本県「くまモンだモン!モンチッチ」、沖縄県「ゴーヤモンチッチ」などがある。

## 売り上げデータ
- 日本では1978年（昭和53年）・1979年（昭和54年）には年間30億円を売り上げた[12]。
- 日本では1974年（昭和49年） - 1986年（昭和61年）までに約1000万個、1997年（平成9年）の復活以後2002年（平成14年）現在までに約350万個の関連商品を売り上げた[13]。
- 1974年（昭和49年） - 2004年（平成16年）現在までに全世界で4500万個の人形を売り上げた[14]。
- 2014年（平成26年）セキグチの広報によると「現在までに世界二十数か国で累計7000万個を販売」。[3]

## 映像化作品

### CM
1979年～1982年頃まで明治製菓から明治チョコレート『モンチッチ』が発売された。モンチッチを模ったチョコレートにシンプルなチョコレートとミルクチョコレートとホワイトチョコレートの二層に別れたチョコレートがあった。1982年頃にはアイドルの真鍋ちえみが出演するなどしていた。

### アニメ
ふた子のモンチッチ（1980年（昭和55年）2月4日 - 8月1日）
テレビアニメ。東京12チャンネル（現：テレビ東京）で毎週月曜から金曜の朝6:55〜7:00（JST）に放映。葦プロダクション製作。関西テレビでは、朝7:15 - 7:20に遅れて放送。2009年（平成21年）2月2日から2012年（平成24年）1月3日までTOKYO MXで放送された。
1984年頃に東芝映像ソフトからVHSとベータのビデオソフトが発売された。9話分を収録。ビデオはその後一切再発売されておらず、BD・DVD化も行われていない。有料動画では現在dアニメストアで2012年6月27日から配信されている、過去にはU-NEXTで配信されていた。
- 声の出演
  - モンチッチくん：白石冬美
  - モンチッチちゃん：潘恵子
  - ナレーション：はせさん治
- 主題歌

「ふた子のモンチッチのうた」
作詞 - 伊藤アキラ / 作曲・編曲 - 高田弘 / 歌 - いとうのりこ
- スタッフ
  - 製作：佐藤俊彦、壷田重夫
  - 監督：秦泉寺博
  - 構成：酒井あきよし
  - 総作監：田中保
  - 美術：勝又激
  - 録音：小松亘弘
  - 制作担当：網野哲郎
  - プロデューサー：加藤博
  - 製作：国際映画社、葦プロダクション

- サブタイトル

| 放送日        | 話数    | サブタイトル                           | 脚本         | 絵コンテ   | 演出       |
| ------------- | ------- | -------------------------------------- | ------------ | ---------- | ---------- |
| 1980年 2月4日 | 第1話   | アイスマンが現われたのです             | 筒井ともみ   | 秦泉寺博   | 秦泉寺博   |
| 2月5日        | 第2話   | お風呂は大きらいなのです               | 筒井ともみ   | 秦泉寺博   | 秦泉寺博   |
| 2月6日        | 第3話   | おフトンの世界地図なのです             | 筒井ともみ   | 秦泉寺博   | 秦泉寺博   |
| 2月7日        | 第4話   | かいじゅうパンがふくれたぞなのです     | 筒井ともみ   | 秦泉寺博   | 秦泉寺博   |
| 2月8日        | 第5話   | お留守番にご用心なのです               | 筒井ともみ   | 秦泉寺博   | 秦泉寺博   |
| 2月11日       | 第6話   | 今日は大そうじなのです                 | 筒井ともみ   | 秦泉寺博   | 秦泉寺博   |
| 2月12日       | 第7話   | 宇宙の芸術家です                       | 入江とおる   | 八尋旭     | 大庭寿太郎 |
| 2月13日       | 第8話   | UFOが現われたです                      | 入江とおる   | 八尋旭     | 大庭寿太郎 |
| 2月14日       | 第9話   | 宇宙のかいじゅうです                   | 入江とおる   | 八尋旭     | 大庭寿太郎 |
| 2月15日       | 第10話  | マイホームづくりも楽じゃないです       | 入江とおる   | 八尋旭     | 大庭寿太郎 |
| 2月18日       | 第11話  | 白鳥座がとんだです                     | 入江とおる   | 八尋旭     | 大庭寿太郎 |
| 2月19日       | 第12話  | 天の川で魚つりです                     | 入江とおる   | 八尋旭     | 大庭寿太郎 |
| 2月20日       | 第13話  | キャプテンモンチッチです               | 酒井あきよし | 寺田けんじ | 寺田けんじ |
| 2月21日       | 第14話  | 海のお城のお姫様です                   | 酒井あきよし | 寺田けんじ | 寺田けんじ |
| 2月22日       | 第15話  | クジラ退治は大変なのです               | 酒井あきよし | 寺田けんじ | 寺田けんじ |
| 2月25日       | 第16話  | 人魚姫になったです                     | 酒井あきよし | 寺田けんじ | 寺田けんじ |
| 2月26日       | 第17話  | 居眠り灯台守です                       | 酒井あきよし | 寺田けんじ | 寺田けんじ |
| 2月27日       | 第18話  | 海底助けてマイルです                   | 酒井あきよし | 寺田けんじ | 寺田けんじ |
| 2月28日       | 第19話  | 風さんと凧上げなのです                 | 筒井ともみ   | 又野龍也   | 又野龍也   |
| 2月29日       | 第20話  | 空を飛べたらなのです                   | 筒井ともみ   | 又野龍也   | 又野龍也   |
| 3月3日        | 第21話  | 狼おじさんをやっつけろなのです         | 筒井ともみ   | 又野龍也   | 又野龍也   |
| 3月4日        | 第22話  | お弁当泥棒を追えなのです               | 筒井ともみ   | 又野龍也   | 又野龍也   |
| 3月5日        | 第23話  | 赤ちゃん鳥が生まれたです               | 筒井ともみ   | 又野龍也   | 又野龍也   |
| 3月6日        | 第24話  | モンチッチ君は王子さまなのです         | 筒井ともみ   | 又野龍也   | 又野龍也   |
| 3月7日        | 第25話  | 雨だれ君こんにちわです                 | 鈴木悠紀     | 又野龍也   | 大庭寿太郎 |
| 3月10日       | 第26話  | カサの国です                           | 鈴木悠紀     | 又野龍也   | 大庭寿太郎 |
| 3月11日       | 第27話  | おっこちた雷君です                     | 鈴木悠紀     | 又野龍也   | 大庭寿太郎 |
| 3月12日       | 第28話  | 金魚の恩返しです                       | 鈴木悠紀     | 又野龍也   | 大庭寿太郎 |
| 3月13日       | 第29話  | カエルの国のお祭りです                 | 鈴木悠紀     | 又野龍也   | 大庭寿太郎 |
| 3月14日       | 第30話  | お兄ちゃんのおむかえです               | 鈴木悠紀     | 又野龍也   | 大庭寿太郎 |
| 3月17日       | 第31話  | かくれんぼは眠いのです                 | 筒井ともみ   | 又野龍也   | 又野龍也   |
| 3月18日       | 第32話  | 願いごとがかなったらなのです           | 筒井ともみ   | 又野龍也   | 又野龍也   |
| 3月19日       | 第33話  | いじわるおばあさんです                 | 筒井ともみ   | 又野龍也   | 又野龍也   |
| 3月20日       | 第34話  | 二人のブランコなのです                 | 筒井ともみ   | 又野龍也   | 又野龍也   |
| 3月21日       | 第35話  | たき火とみの虫さんです                 | 筒井ともみ   | 又野龍也   | 又野龍也   |
| 3月24日       | 第36話  | バトミントンなのです                   | 筒井ともみ   | 又野龍也   | 又野龍也   |
| 3月25日       | 第37話  | 吊橋は恐いのです                       | 酒井あきよし | 藤原良二   | 藤原良二   |
| 3月26日       | 第38話  | 魔法使いにご用心です                   | 酒井あきよし | 藤原良二   | 藤原良二   |
| 3月27日       | 第39話  | キャンプファイヤーです                 | 酒井あきよし | 藤原良二   | 藤原良二   |
| 3月28日       | 第40話  | ロッククライミングです                 | 酒井あきよし | 藤原良二   | 藤原良二   |
| 3月31日       | 第41話  | 川下りも楽じゃないです                 | 酒井あきよし | 藤原良二   | 藤原良二   |
| 4月1日        | 第42話  | 赤ちゃん牛が生れたです                 | 酒井あきよし | 藤原良二   | 藤原良二   |
| 4月2日        | 第43話  | 雪男を捜してです                       | 鈴木悠紀     | 藤原良二   | 藤原良二   |
| 4月3日        | 第44話  | アリの国です                           | 鈴木悠紀     | 藤原良二   | 藤原良二   |
| 4月4日        | 第45話  | ジャングル探検です                     | 鈴木悠紀     | 藤原良二   | 藤原良二   |
| 4月7日        | 第46話  | 南極横断です                           | 鈴木悠紀     | 藤原良二   | 藤原良二   |
| 4月8日        | 第47話  | 地底王国を捜してです                   | 鈴木悠紀     | 藤原良二   | 藤原良二   |
| 4月9日        | 第48話  | アマゾン探検です                       | 鈴木悠紀     | 藤原良二   | 藤原良二   |
| 4月10日       | 第49話  | 水上スキーは大スキーです               | 入江とおる   | 八尋旭     | 大庭寿太郎 |
| 4月11日       | 第50話  | ボート遊びはコリゴリです               | 入江とおる   | 八尋旭     | 大庭寿太郎 |
| 4月14日       | 第51話  | 島の王様は誰ですか                     | 入江とおる   | 八尋旭     | 大庭寿太郎 |
| 4月15日       | 第52話  | アヒルの恩返しです                     | 入江とおる   | 八尋旭     | 大庭寿太郎 |
| 4月16日       | 第53話  | ハイ・チーズです                       | 入江とおる   | 八尋旭     | 大庭寿太郎 |
| 4月17日       | 第54話  | ミッシーが出たです                     | 入江とおる   | 八尋旭     | 大庭寿太郎 |
| 4月18日       | 第55話  | 眠りの森の美女です                     | 筒井ともみ   | 藤原良二   | 藤原良二   |
| 4月21日       | 第56話  | 白鳥の湖なのです                       | 筒井ともみ   | 藤原良二   | 藤原良二   |
| 4月22日       | 第57話  | シンデレラなのです                     | 筒井ともみ   | 藤原良二   | 藤原良二   |
| 4月23日       | 第58話  | 美女と野獣です                         | 筒井ともみ   | 藤原良二   | 藤原良二   |
| 4月24日       | 第59話  | 白雪姫になったのです                   | 筒井ともみ   | 藤原良二   | 藤原良二   |
| 4月25日       | 第60話  | ロビンフッドさまです                   | 筒井ともみ   | 藤原良二   | 藤原良二   |
| 4月28日       | 第61話  | 狼男をやっつけろです                   | 筒井ともみ   | 秦泉寺博   | 大庭寿太郎 |
| 4月29日       | 第62話  | 植物に食べられたのです                 | 筒井ともみ   | 秦泉寺博   | 二階堂主水 |
| 4月30日       | 第63話  | 怪物フランケンシュタインです           | 筒井ともみ   | 秦泉寺博   | 大庭寿太郎 |
| 5月1日        | 第64話  | ドラキュラ退治です                     | 筒井ともみ   | 秦泉寺博   | 二階堂主水 |
| 5月2日        | 第65話  | ピラミッドのミイラ男です               | 筒井ともみ   | 秦泉寺博   | 大庭寿太郎 |
| 5月5日        | 第66話  | 巨人と魔法のランプです                 | 筒井ともみ   | 大庭寿太郎 | 二階堂主水 |
| 5月6日        | 第67話  | お洋服が買いたいのです                 | 筒井ともみ   | 又野龍也   | 又野龍也   |
| 5月7日        | 第68話  | 買い物に行くのです                     | 筒井ともみ   | 又野龍也   | 又野龍也   |
| 5月8日        | 第69話  | 北風と長いマフラーです                 | 筒井ともみ   | 又野龍也   | 又野龍也   |
| 5月9日        | 第70話  | 風邪ひきハト時計です                   | 筒井ともみ   | 又野龍也   | 又野龍也   |
| 5月12日       | 第71話  | 世界一の花束です                       | 筒井ともみ   | 又野龍也   | 又野龍也   |
| 5月13日       | 第72話  | 楽しいおもちゃ屋さんです               | 筒井ともみ   | 又野龍也   | 又野龍也   |
| 5月14日       | 第73話  | 冬将軍がやって来たのです               | 海老沼三郎   | 金井花子   | 二階堂主水 |
| 5月15日       | 第74話  | サンタおじさんありがとうです           | 海老沼三郎   | 金井花子   | 二階堂主水 |
| 5月16日       | 第75話  | ジャンプ台は恐ろしいのです             | 海老沼三郎   | 金井花子   | 二階堂主水 |
| 5月19日       | 第76話  | スキーで競争です                       | 海老沼三郎   | 金井花子   | 大庭寿太郎 |
| 5月20日       | 第77話  | 雪ダルマさんごめんです                 | 海老沼三郎   | 金井花子   | 大庭寿太郎 |
| 5月21日       | 第78話  | 罠にはまった狼おじさん                 | 海老沼三郎   | 金井花子   | 大庭寿太郎 |
| 5月22日       | 第79話  | 不思議な帽子です                       | 筒井ともみ   | 金井花子   | 大庭寿太郎 |
| 5月23日       | 第80話  | モンチッチちゃんのお化粧です           | 筒井ともみ   | 金井花子   | 大庭寿太郎 |
| 5月26日       | 第81話  | お子様ランチを取りっこです             | 筒井ともみ   | 金井花子   | 大庭寿太郎 |
| 5月27日       | 第82話  | すれ違いの待ち合せです                 | 筒井ともみ   | 金井花子   | 大庭寿太郎 |
| 5月28日       | 第83話  | 特大アイスクリームです                 | 筒井ともみ   | 金井花子   | 大庭寿太郎 |
| 5月29日       | 第84話  | 赤い靴でドッキリです                   | 筒井ともみ   | 金井花子   | 大庭寿太郎 |
| 5月30日       | 第85話  | 鉄棒も大変です                         | 入江とおる   | 又野龍也   | 大泉まり子 |
| 6月2日        | 第86話  | 楽しいジョギングです                   | 入江とおる   | 又野龍也   | 大泉まり子 |
| 6月3日        | 第87話  | バレーボールの大特訓です               | 入江とおる   | 又野龍也   | 大泉まり子 |
| 6月4日        | 第88話  | ゴルフ必勝法です                       | 入江とおる   | 又野龍也   | 大泉まり子 |
| 6月5日        | 第89話  | カメさんのローラースケートです         | 入江とおる   | 又野龍也   | 大泉まり子 |
| 6月6日        | 第90話  | パン食い競争です                       | 入江とおる   | 又野龍也   | 大泉まり子 |
| 6月9日        | 第91話  | 失敗も仲良しのもとです                 | 筒井ともみ   | 秦泉寺博   | 大庭寿太郎 |
| 6月10日       | 第92話  | 忘れものにご用心です                   | 筒井ともみ   | 秦泉寺博   | 大庭寿太郎 |
| 6月11日       | 第93話  | ハチさんのお引越しです                 | 筒井ともみ   | 大庭寿太郎 | 大庭寿太郎 |
| 6月12日       | 第94話  | 花びらを浮かべたらです                 | 筒井ともみ   | 秦泉寺博   | 大庭寿太郎 |
| 6月13日       | 第95話  | ピカピカ窓拭きです                     | 筒井ともみ   | 秦泉寺博   | 大庭寿太郎 |
| 6月16日       | 第96話  | おかしな泥棒です                       | 筒井ともみ   | 秦泉寺博   | 大庭寿太郎 |
| 6月17日       | 第97話  | 特急電車で旅行です                     | 桜井正明     | 金井花子   | 大泉まり子 |
| 6月18日       | 第98話  | ラッシュアワーは押しくらまんじゅうです | 桜井正明     | 金井花子   | 大泉まり子 |
| 6月19日       | 第99話  | タクシーの運転手なのです               | 桜井正明     | 金井花子   | 大泉まり子 |
| 6月20日       | 第100話 | パイロットになるのです                 | 桜井正明     | 金井花子   | 二階堂主水 |
| 6月23日       | 第101話 | バスはノンストップです                 | 桜井正明     | 金井花子   | 二階堂主水 |
| 6月24日       | 第102話 | サイクリングヤッホーです               | 桜井正明     | 金井花子   | 大泉まり子 |
| 6月25日       | 第103話 | お花をひとり占めです                   | 筒井ともみ   | 秦泉寺博   | 秦泉寺博   |
| 6月26日       | 第104話 | お行儀わるいのだーれです               | 筒井ともみ   | 秦泉寺博   | 秦泉寺博   |
| 6月27日       | 第105話 | 狙われた金魚さんです                   | 筒井ともみ   | 秦泉寺博   | 秦泉寺博   |
| 6月30日       | 第106話 | 虫歯菌に狙われたです                   | 筒井ともみ   | 大庭寿太郎 | 二階堂主水 |
| 7月1日        | 第107話 | コオロギさんの合唱です                 | 筒井ともみ   | 秦泉寺博   | 二階堂主水 |
| 7月2日        | 第108話 | 雨あがりのデートです                   | 筒井ともみ   | 秦泉寺博   | 二階堂主水 |
| 7月3日        | 第109話 | 消えたおやつです                       | 筒井ともみ   | 上金史郎   | 大庭寿太郎 |
| 7月4日        | 第110話 | 徹夜は眠いのです                       | 筒井ともみ   | 大西清     | 大庭寿太郎 |
| 7月7日        | 第111話 | 絵を飾るのは難かしいのです             | 筒井ともみ   | 大西清     | 大庭寿太郎 |
| 7月8日        | 第112話 | 美人モデルなのです                     | 筒井ともみ   | 大西清     | 大庭寿太郎 |
| 7月9日        | 第113話 | 柿は甘いかすっぱいかです               | 筒井ともみ   | 上金史郎   | 大庭寿太郎 |
| 7月10日       | 第114話 | ミシンで大奮闘です                     | 筒井ともみ   | 上金史郎   | 大庭寿太郎 |
| 7月11日       | 第115話 | ピアノのおけいこです                   | 筒井ともみ   | 又野龍也   | 大庭寿太郎 |
| 7月14日       | 第116話 | イビキの合奏なのです                   | 筒井ともみ   | 又野龍也   | 二階堂主水 |
| 7月15日       | 第117話 | 雨の日の遠足です                       | 筒井ともみ   | 又野龍也   | 二階堂主水 |
| 7月16日       | 第118話 | 大きすぎたセーターです                 | 筒井ともみ   | 大庭寿太郎 | 大庭寿太郎 |
| 7月17日       | 第119話 | プレゼントも仲良しです                 | 筒井ともみ   | 又野龍也   | 二階堂主水 |
| 7月18日       | 第120話 | 帰って来たハトさんです                 | 筒井ともみ   | 又野龍也   | 大庭寿太郎 |
| 7月21日       | 第121話 | 空中飛行機なのです                     | 鈴木悠紀     | 藤原良二   | 藤原良二   |
| 7月22日       | 第122話 | 木馬さんの首飾りです                   | 鈴木悠紀     | 藤原良二   | 藤原良二   |
| 7月23日       | 第123話 | 小さな勇気です                         | 鈴木悠紀     | 藤原良二   | 藤原良二   |
| 7月24日       | 第124話 | 止まった観覧車です                     | 鈴木悠紀     | 藤原良二   | 藤原良二   |
| 7月25日       | 第125話 | ゴーカートのレースです                 | 鈴木悠紀     | 藤原良二   | 藤原良二   |
| 7月28日       | 第126話 | お母さんは大変です                     | 鈴木悠紀     | 藤原良二   | 藤原良二   |
| 7月29日       | 第127話 | マジックショーなのです                 | 筒井ともみ   | 秦泉寺博   | 大庭寿太郎 |
| 7月30日       | 第128話 | 空中ブランコなのです                   | 石井喜一     | 秦泉寺博   | 大庭寿太郎 |
| 7月31日       | 第129話 | 日曜大工さんなのです                   | 石井喜一     | 秦泉寺博   | 大庭寿太郎 |
| 8月1日        | 第130話 | カニさんありがとうです                 | 筒井ともみ   | 秦泉寺博   | 大庭寿太郎 |

Monchhichis（1983年（昭和58年））
テレビアニメ。ハンナ・バーベラ・プロダクションの製作。米ABCにて放送。
モンチッチ（2005年（平成17年））
人形アニメ作品。日本で初めて「パペニメーション方式」（コマ撮り）によって製作された。キッズステーション・tvk・テレ玉・チバテレビ・KBS京都・三重テレビ・秋田放送で放映。2011年（平成23年）5月からTwellVで再放送されている。
- 声の出演
  - モンチッチくん：真田アサミ
  - モンチッチちゃん：野川さくら
  - チムタン：井口裕香
  - タヌタヌ：飯田かおり
  - クマ：桐乃睦
  - チャム：友川まり
  - マイチッチくん：米倉あや
  - マイチッチちゃん：上村貴子
  - ハヌー：織田優成
  - ナレーション：堀江美都子

- 主題歌

オープニングテーマ「みんなだいすきモンチッチ」
作詞 - さいとういんこ、桜チョメ吉 / 作曲 - 濱健太郎 / 編曲 - 近藤昭雄 / 歌 - びゅーちふるず
エンディングテーマ「アイの実」
作詞・作曲・歌 - MINMI / 編曲 - MINMI & FIREHOUSE
- スタッフ
  - 原案：関口晃市（セキグチ）
  - 製作総指揮：吉野壽高（セキグチ）
  - プロデューサー：唐木信幸（セキグチ）、添田弘市（ベストフィールド）、大関史子（ベストフィールド）、平田哲（ダックス）
  - 監督：明瀬礼洋
  - 制作協力：ベストフィールド
  - 製作・著作：株式会社セキグチ

- サブタイトル
  1. すてきなプレゼント
  2. 小鳥さんが来た!
  3. ペンキをぬろう!!
  4. チムタンはいいな
  5. ふたりのお花さん
  6. 自転車でお出かけしよ!
  7. 思い出せないよ?
  8. ハートフルツリー
  9. 探偵ごっこ
  10. 雨の日は大好き?
  11. 晩ごはんはまかせて!
  12. おばけが出たぞ?
  13. 流れ星をさがそう
  14. 小鳥さんどうしたの?
  15. たのしい音楽会（前編）
  16. たのしい音楽会（後編）
  17. みんなでバーベキュー
  18. お月さまっていくつある?
  19. あいたたピクニック
  20. さよなら小鳥さん
  21. はじめてのおみまい
  22. すてきなそりすべり
  23. 魔法のつえ
  24. さがしものはどこ?
  25. さよならハヌー
  26. ハッピーバースデー

もんちっちーず（2012年（平成24年））
タイトルコール・本編・スタッフクレジット合わせて1分程のショートアニメ。スタッフクレジットでは毎回「もんちっちーずトリビア」が表示される。キッズステーション他で放送された。
- スタッフ
  - アニメーション著作：セキグチ、PansonWorks
  - アニメーション制作：ハッピープロジェクト
  - 監督：田上キミノリ
  - 音楽・音効：HIMURO
  - 製作・著作：セキグチ、キッズステーション、PansonWorks、ハッピープロジェクト

- 各話タイトル
  1. ブランコ
  2. ダンス
  3. フラフープ
  4. ジェットコースター
  5. サイクリング
  6. 雪だるま
  7. 縄跳び
  8. ボート
  9. アイススケート
  10. 釣り
  11. パズルナニナニ?（1）
  12. パズルナニナニ?（2）
  13. パズルナニナニ?（3）
  14. パズルナニナニ?（4）
  15. パズルナニナニ?（5）
  16. パズルナニナニ?（6）
  17. パズルナニナニ?（7）
  18. パズルナニナニ?（8）
  19. パズルナニナニ?（9）
  20. パズルナニナニ?（10）

『はんそくモンチッチーズ』（2015年、YouTubeモンチッチチャンネル）
モンチッチの誕生から世界展開、現在に至るまでの歴史を「ごうちっち」（モンチッチくん）、「らんちっち」（モンチッチちゃん）、「れいちっち」（メガネをかけたモンチッチくん）が販売促進（販促=はんそく）のPR形式により人形劇風で紹介するもの。ごうちっち以外の2人の声と操演を務めたのは、いずれもモンチッチが誕生した1974年生まれの声優である。全7話。
- 声の出演及び操演
  - ごうちっち - 森川智之[18]
  - らんちっち - 鈴村健一
  - れいちっち - 櫻井孝宏

- 各話タイトル
  1. モンチッチは猿じゃない?!
  2. モンチッチの仲間たち
  3. モンチッチの友達紹介
  4. モンチッチは世界へ!
  5. モンチッチはいろいろな衣装が?!
  6. モンチッチがアニメに!
  7. 21世紀のモンチッチ・これからのモンチッチ（最終回）

モンチッチ（2017年、フランス・TF1）
フランスのTF1で放送されているCGアニメ。日本では2024年1月25日からカートゥーンネットワークで放送されている。
- 声の出演
  - ハナエ - 井口裕香
  - カウリ - 柿原徹也
  - ウィロー - KENN
  - シルバス - 森川智之

- 各話タイトル

## 書籍
- モンチッチ図鑑（Monchhichi World Collections） / 著者：JENNA（2005年（平成17年）・河出書房）

## 楽曲
「8時だョ!ふた子のモンチッチ」
作詞 - 伊藤アキラ / 作曲 - 小林亜星 / 編曲 - 高田弘 / 歌 - 朝倉理恵
「ふた子のモンチッチ天使」
作詞 - 伊藤アキラ / 作曲 - 小林亜星 / 編曲 - 高田弘 / 歌 - 朝倉理恵
上記2曲の発売日は1979年6月21日（CBS・ソニー、品番：05SH-538）。
ふた子のモンチッチ 楽しい夏休み（1979年、CBS・ソニー、品番：20AH-762）LPレコード。
21世紀現在でも童謡の定番として歌われている「ヤッホッホ!夏休み」はこのLPが初出。
「ふた子のモンチッチのうた」
作詞 - 伊藤アキラ / 作曲・編曲 - 高田弘 / 歌 - いとうのりこ
「どこかのだれかとモンチッチ」
作詞 - 伊藤アキラ / 作曲・編曲 - 高田弘 / 歌 - いとうのりこ
上記2曲の発売日は1980年1月（CBS・ソニー、品番：05SH-696）。
「僕はモンチッチ」
作詞 - 円城寺真 / 作曲・編曲 - 与那城恵 / 歌 - モンチッチ（戸部松雄）
B面はカラオケ、発売日は1980年9月（パイレーツレコード（ワールドレコード）、品番：WR-7026）。
「みんなだいすきモンチッチ」
作詞 - さいとういんこ、桜チョメ吉 / 作曲 - 濱健太郎 / 編曲 - 近藤昭雄 / 歌 - びゅーちふるず・振り付け - KABA.ちゃん
マキシシングルCD。カップリングは「モンチッチじゃんけん」（歌：桜チョメ吉、真田アサミ、野川さくら）（2005年4月22日、ビクターエンタテインメント、品番：VICL-35798）
DJ Monchhichi（2011年7月6日、IRMA RECORDS JAPAN、品番：THPK-004）
どうようヒップホップ DJ Monchhichi（2013年4月24日、キングレコード、品番：NKCD-6625）
Monchhichi（1981年、RCAビクター、歌：ミュンヘン児童合唱団 (Münchner Kinderchor)、品番：PB 5898）※ドイツ盤
La Chanson De Kiki（1981年、WEA、歌：Kiki）※フランス盤